# Алькофф, Линда Мартин
Линда Мартин Алькофф (род. 25 июля 1955, Панама) — американский философ, профессор в Хантерском колледже Городского университета Нью-Йорка. Специализируется на социальной эпистемологии, феминистской философии, философии расы, деколониальной теории и континентальной философии, особенно на работах Мишеля Фуко. 
Автор или редактор более десятка книг, в том числе Visible Identities: Race, Gender, and the Self (2006), The Future of Whiteness (2015) и Rape and Resistance (2018). Её публичные философские работы публиковались в The Guardian и The New York Times.
Алькофф призвала к более широкому включению в философию исторически недостаточно представленных групп. Она отмечает, что философы из этих групп создали новые области исследований, включая феминистскую философию, критическую расовую теорию, латиноамериканскую философию и философию ЛГБТК. С 2012 по 2013 год она занимала пост президента Восточного отделения Американской философской ассоциации. В феврале 2018 года она была назначена президентом совета директоров Hypatia, Inc., некоммерческой корпорации, владеющей журналом по феминистской философии Hypatia.

## Ранняя жизнь и образование
Алькофф родилась в Панаме, была младшей из двух дочерей ирландки Лауры и панамца Мигеля Анхеля Мартина, которые познакомились во время учёбы в Университете штата Флорида. Её отец стал профессором истории в Университете Панамы. Её родители разошлись, когда ей было три года, и Алькофф переехала с матерью и сестрой во Флориду. В 1980 году она получила в Университете штата Джорджия степень с отличием бакалавра философии, а в 1983 году — степень магистра философии. Она защитила докторскую диссертацию в Брауновском университете, защитив диссертацию под руководством Эрнеста Сосы, Марты Нуссбаум и Ричарда Шмитта и получив степень доктора философии в 1987 году.

## Карьера

### Занимаемые должности
Проработав год в качестве доцента философии в Колледже Каламазу, Алькофф перешла в Сиракузский университет, где преподавала в течение следующих десяти лет. В 1995 году она была назначена на должность доцента, а в 1999 году — профессором. Она занимала гостевые должности в Корнеллском университете (1994—1995), Орхусском университете (ноябрь 1999 года), Флоридском атлантическом университете (осень 2000 года) и Университете Брауна (весна 2001 года). В 2002 году она заняла должность профессора философии и женских исследований в Университете штата Нью-Йорк в Стони-Бруке. В 2009 году она стала профессором философии в Хантер-колледже и Центре выпускников Городского университета Нью-Йорка.
Алькофф выступает за диверсификацию философии. Чтобы решить эти проблемы, вместе с Полом Тейлором и Уильямом Вилкерсоном она начала «Плюралистическое руководство по философии». С 2010 по 2013 год Алькофф была совместным с Энн Кадд главным редактором феминистского философского журнала Hypatia. Алькофф стала президентом совета директоров Hypatia, Inc. в феврале 2018 года.
У нее учился Донован Шефер.

### Исследования
Алькофф много писала на такие темы, как Фуко, сексуальное насилие, политика эпистемологии, гендерная и расовая идентичность и проблемы. Она автор четырёх книг: Real Knowing: New Versions of Coherence Theory (1996), Visible Identities: Race, Gender and the Self (2006), The Future of Whiteness (2015) и Rape and Resistance (2018). Она также отредактировала десять томов, написала множество рецензируемых статей и написала большое количество глав и статей для книг и энциклопедий. По данным Google Scholar, её самая читаемая статья «Проблема речи для других» (The Problem of Speaking for Others, 1991) в журнале «Cultural Critique» была процитирована почти 3000 раз.
В Visible Identities: Race, Gender and the Self она попыталась предложить единую оценку социальной идентичности, объединив свои предыдущие работы в области эпистемологии, метафизики и политики этнической принадлежности, расы и пола. Алькофф предположила, что географическое положение имеет значительные последствия для социальной идентичности, помимо тех, которые передаются другими участниками идентичности (хотя она не считает такие последствия детерминированными).
В «Проблеме речи за других» Алькофф анализирует проблемы репрезентации, которые сопровождают практику речи в пользу других, используя социальные эпистемологические концепции, такие как социальное положение и социальная идентичность. Она предлагает «четыре набора допросных практик», чтобы направлять акты разговора за других в разных социальных положениях: во-первых, следует подвергнуть сомнению собственное побуждение к разговору, чтобы убедиться, что оно не мотивировано «стремлением к мастерству и господству». Во-вторых, следует признать значение местоположения и контекста, особенно связи между нашим местоположением и нашими словами, а также то, как перенос слов в другое социальное место изменит их значение. В-третьих, она подчеркивает подотчётность и ответственность перед теми, чьи взгляды должны быть представлены; следует оставаться открытым для критики. В-четвёртых, крайне важно признать возможное и реальное воздействие слов на дискурсивный и материальный контекст тех, кого они представляют.

## Награды и признания
Алькофф получила несколько наград и наград, в том числе звание почётного доктора Университета Осло в сентябре 2011 года и премию Франца Фанона Карибской философской ассоциации в 2009 году за книгу «Видимые идентичности: раса, пол и личность». Она была признана выдающейся женщиной в области философии Обществом женщин-философов в 2005 году, а с 1995 по 1998 год она занимала должность Meredith Professorship за выдающиеся достижения в области преподавания в Сиракузском университете. В 2023 году она была избрана членом Американской академии искусств и наук за работу в области философии.

## Избранные работы
- Alcoff, Linda Martín. Real Knowing: New Versions of the Coherence Theory. — New York : Cornell University Press, 1996. — ISBN 9780801430473.
- Alcoff, Linda. Cultural feminism versus post-structuralism: the identity crisis in feminist theory // The Second Wave: A Reader in Feminist Theory / Nicholson. — New York : Routledge, 1997. — P. 330–355. — ISBN 9780415917612.
- Alcoff, Linda Martín (2006). Visible Identities: Race, Gender and the Self. Oxford University Press.
- Alcoff, Linda. The Blackwell Guide to Feminist Philosophy / Linda Alcoff, Eva Kittay. — Malden, MA, and Oxford : Blackwell Publishing, 2007. — ISBN 9780631224273.
- Alcoff, Linda Martín. The Future of Whiteness. — Cambridge and Malden, MA : Polity Press, 2015.
- Alcoff, Linda Martín. Rape and Resistance. — 2018. — ISBN 9780745691916.